# Aksou (Kazakhstan)
Pour les articles homonymes, voir Aksu.
Aksou (kazakh : Ақсу) est une ville du Kazakhstan. Elle est située dans l'oblys de Pavlodar.

## Géographie
Aksou est construite sur la rive occidentale de la rivière Irtych à 50 km au sud de Pavlodar.

## Démographie
La population de la municipalité est de 67 665 habitants (recensement 2009) et celle de la ville de 41 677 habitants (recensement 2009).
L'évolution démographique d'Aksou entre 1959 et 2009 est la suivante:
| Année      | Population 1959 | Population 1970 | Population 1979 | Population 1989, | Population 1999 | Population 2009 | Population 2012 |
| ---------- | --------------- | --------------- | --------------- | ---------------- | --------------- | --------------- | --------------- |
| Population | 4 159           | 28 133          | 41 572          | 47 067           | 42 264          | 41 677          | 42 383          |

La composition ethnique de la population de la municipalité était en 2010 la suivante:
- Kazakhs — 30 432 hab. (44,41 %)
- Russes — 27 295 hab. (39,83 %)
- Ukrainiens — 4 007 hab. (5,85 %)
- Allemands du Kazakhstan — 2 429 hab. (3,54 %)
- Tatars — 1 382 hab. (2,02 %)
- Biélorusses — 729 hab. (1,06 %)
- Moldaves — 403 hab. (0,59 %)
- Azéris — 239 hab. (0,34 %)
- Tchétchènes — 213 hab. (0,31 %)
- autres — 1 339 hab. (1,95 %)
- Total — 68 522 hab. (100,00 %)

## Culte
- Orthodoxe: église de la Résurrection du Christ
- Catholique: paroisse de la Miséricorde-Divine[9]

## Toponymie
Avant 1993, elle portait le nom russe de Iermak (russe : Ермак). Le nom actuel est turc et signifie « eau blanche ».

## Illustrations

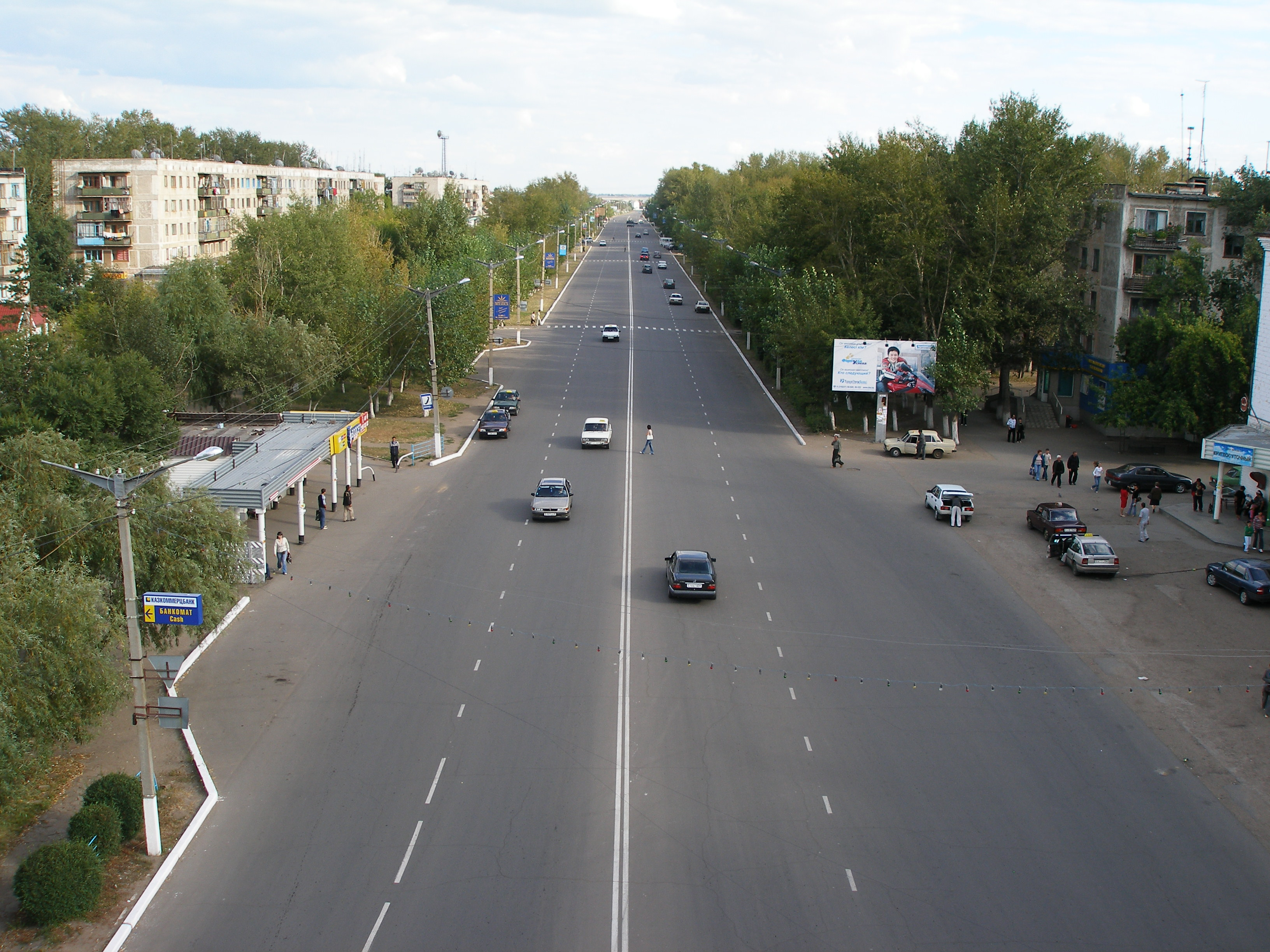
Rue d'Aksou.
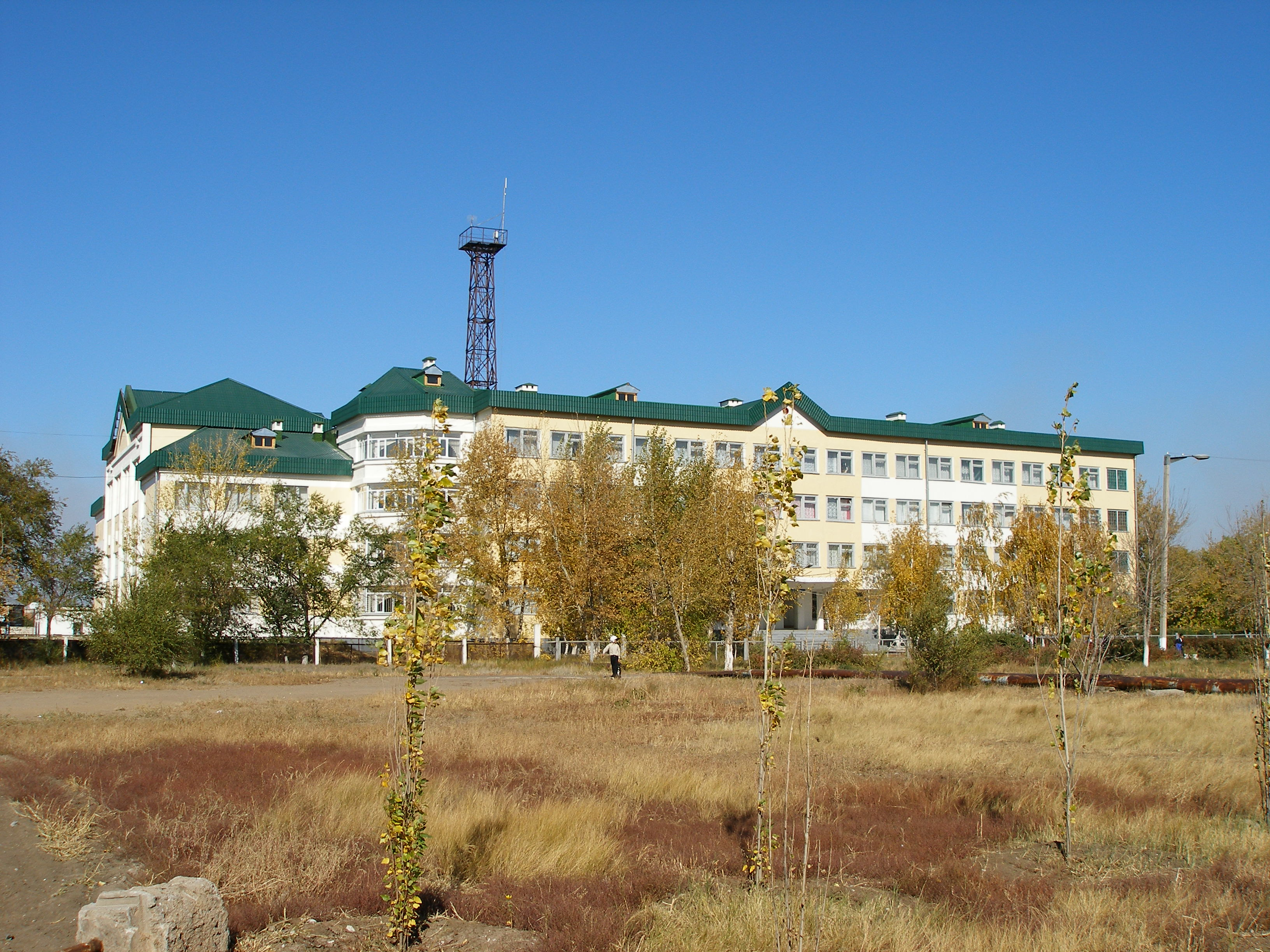
Le lycée.
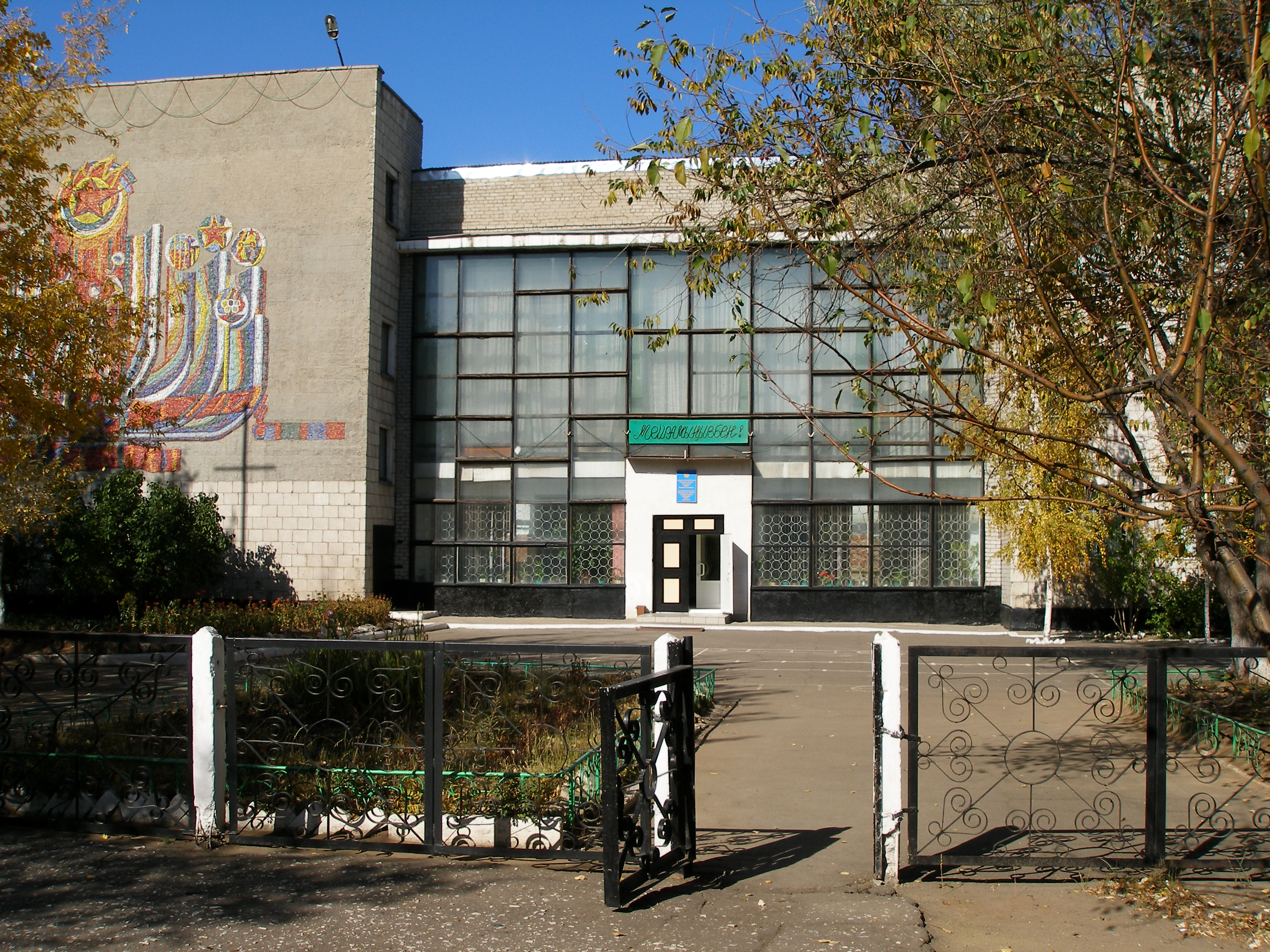
Le lycée.
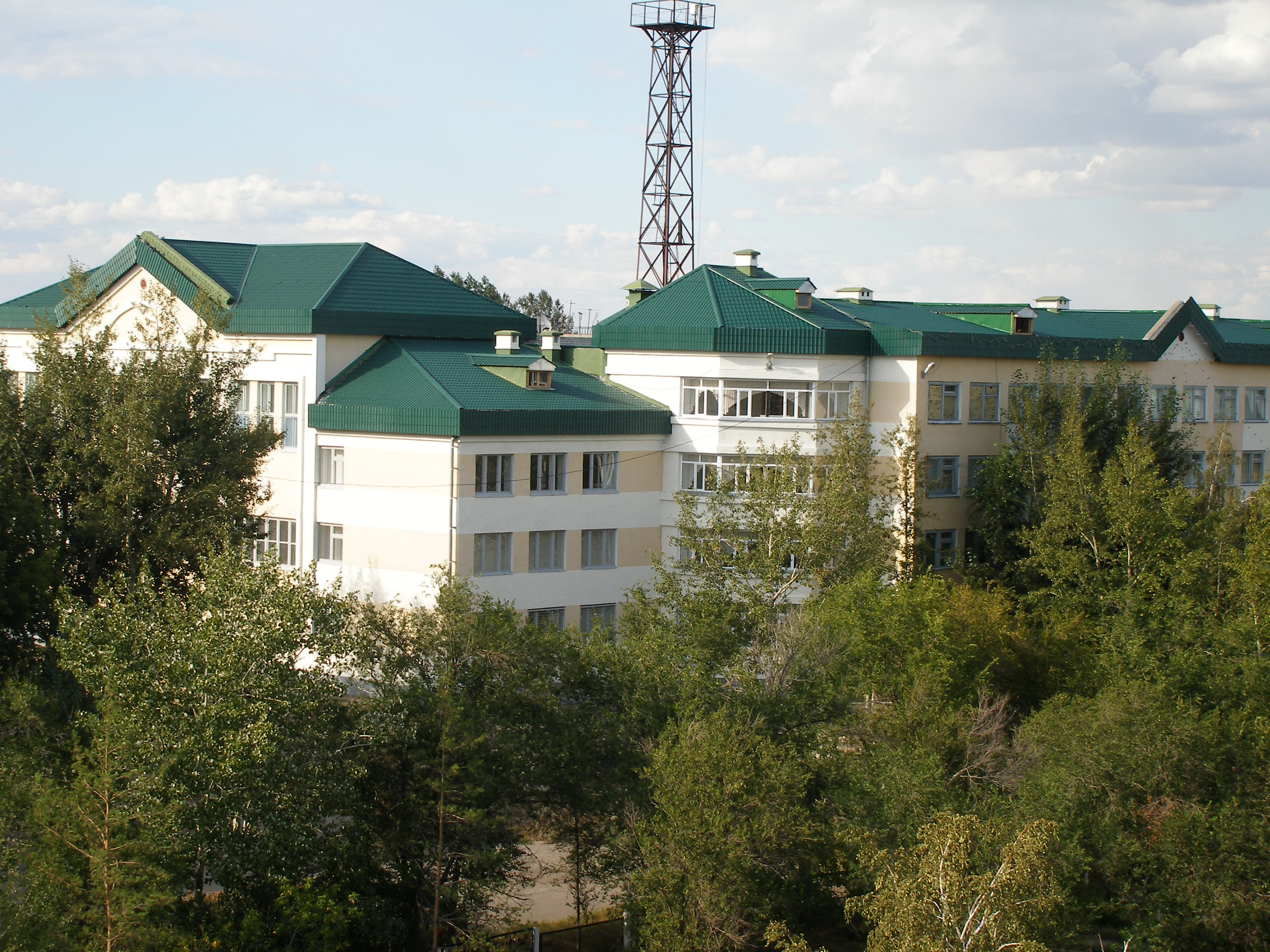
Le lycée.